# 芭芭拉·布什 (跳水運動員)
芭芭拉·布什（英語：Barbara Bush，1964年4月6日—），加拿大女子跳水运动员。她曾代表加拿大参加1990年英联邦运动会跳水比赛，获得一枚银牌。她也曾参加1988年夏季奥林匹克运动会。